# Zdymadlo České Vrbné
Zdymadlo České Vrbné, nebo též Jez České Vrbné, je vodní dopravní stavba, skládající se z jezu, vodní elektrárny, plavební komory a umělého vodního kanálu – Vodáckého areálu Lídy Polesné. Leží na řece Vltavě na říčním kilometru 233,10., na katastrálním území obce České Budějovice, v místní části České Vrbné, od jehož centra je ve vzdálenosti 750 m severovýchodně. Součásti areálu je také ochranný přístav České Vrbné.

## Historie
Pevný jez vysoký 2,2 m ze začátku 20. století zásoboval náhonem vodní elektrárnu Fellingerův mlýn, která byla funkční až do roku 1979. Původní náhon dnes slouží jako slalomový kanál.
V roce 1968 nahradil původní jez nový železobetonový jez, který vytvořil stabilizační stupeň s přípravou pro novou vodní elektrárnu na levém břehu a plavební komorou na pravém břehu. Vodní elektrárna se dvěma kaplanovými turbínami s výkonem 1,75 MW byla doplněna v roce 1985.
K dobudování plavební komory došlo v letech 2009 až 2011, kdy byl jez zmodernizován a doplněn o komoru v rámci budování středovltavské části Vltavské vodní cesty. Původní hydrostatické železobetonové sektory nahradily podpírané ocelové klapky šířky 22,5 m s hrazenou výškou 3 m.
Náklady na tuto přestavbu činily 166,6 mil. Kč, přičemž projekt byl z 85 % (141,6 mil.) spolufinancován Evropskou unií z Evropského fondu pro regionální rozvoj prostřednictvím Operačního programu Doprava. Zbývající část uhradil Státní fond dopravní infrastruktury.
Rozdíl hladin je 7,5 metrů a jez je díky tomu nejvyšší v rámci celé Vltavy.

## Parametry plavební komory
| Užitná délka plavební komory | 45,0 m    |
| Šířka plavební komory        | 6,0 m     |
| Hloubka plavební komory      | 3 m       |
| Rozdíl plavebních hladin     | 7,5 m     |
| Výška horní hladiny          | ? m n. m. |
| Výška dolní hladiny          | ? m n. m. |

## Fotogalerie

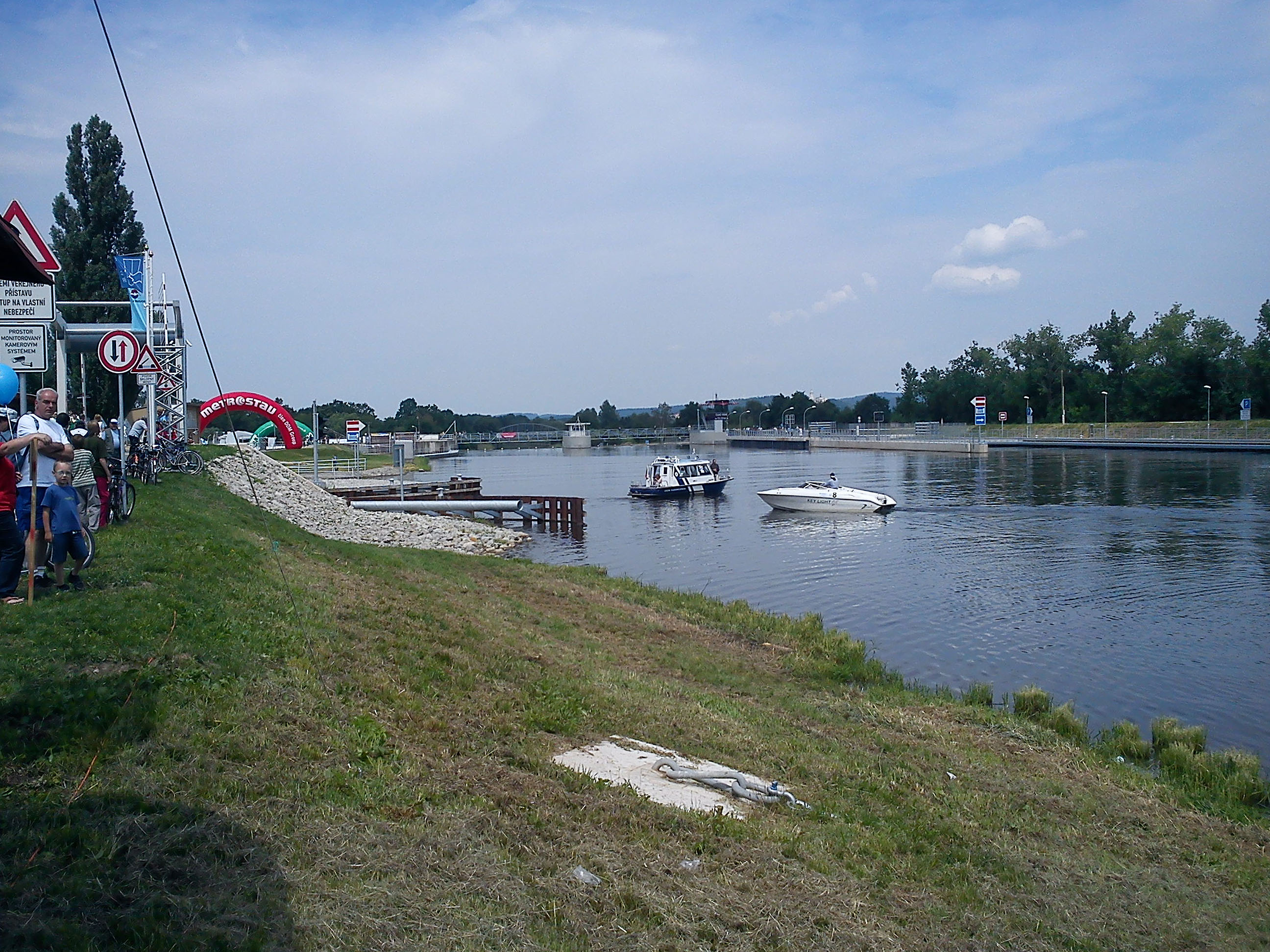
Pohled ke zdymadlu od přístavu
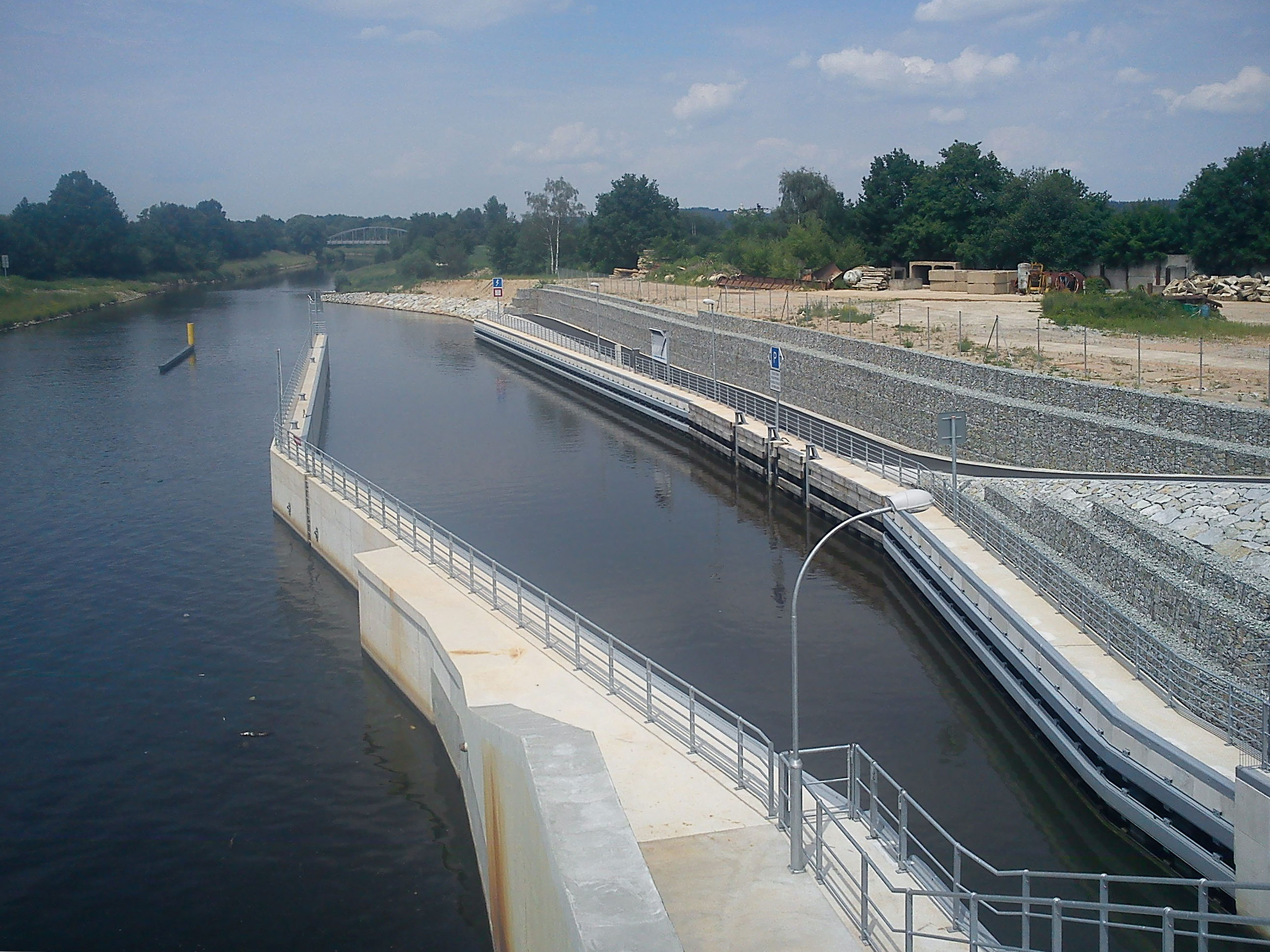
Dolní rejda plavební komory
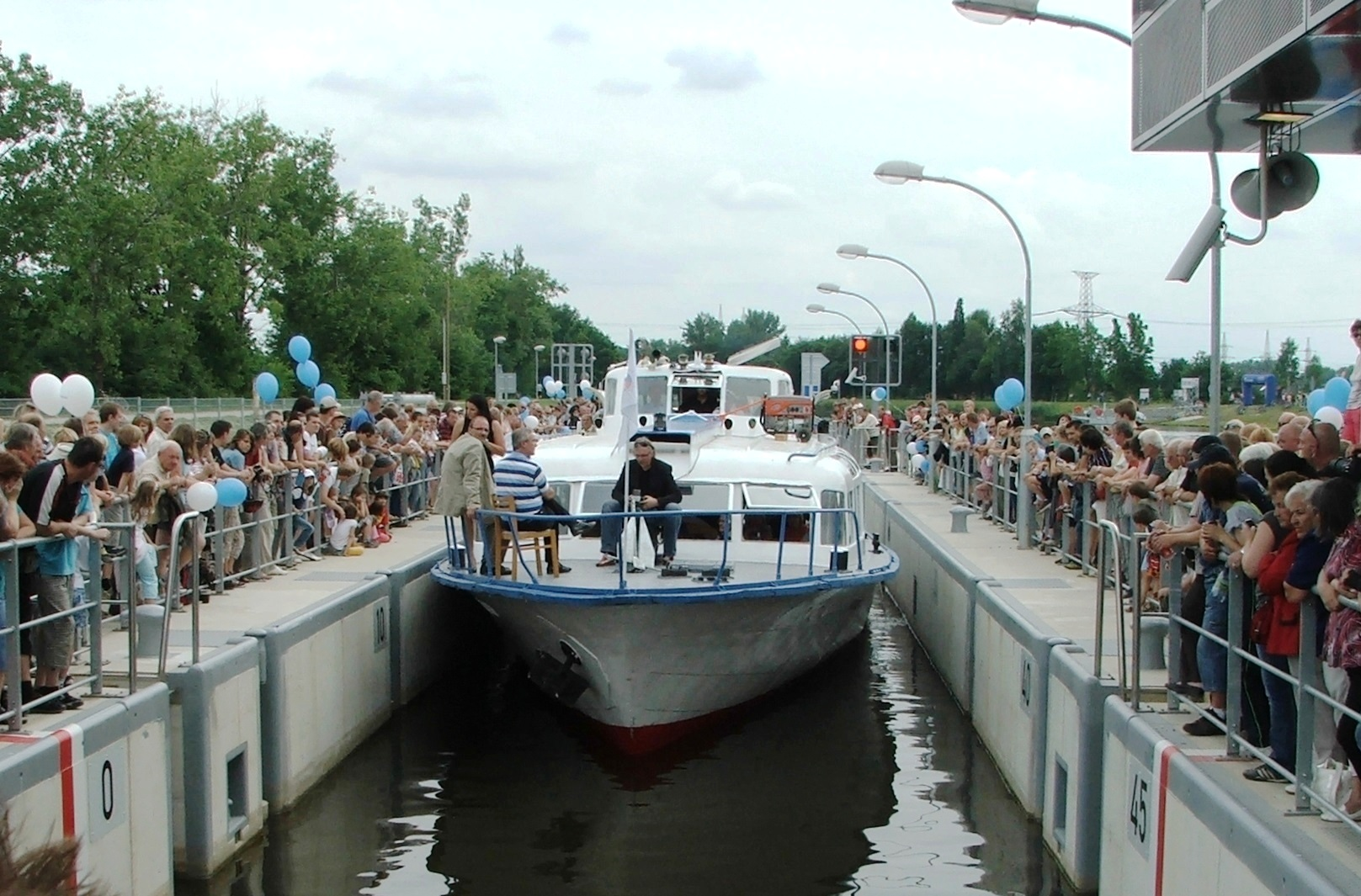
Slavnostní otevření plavební komory České Vrbné
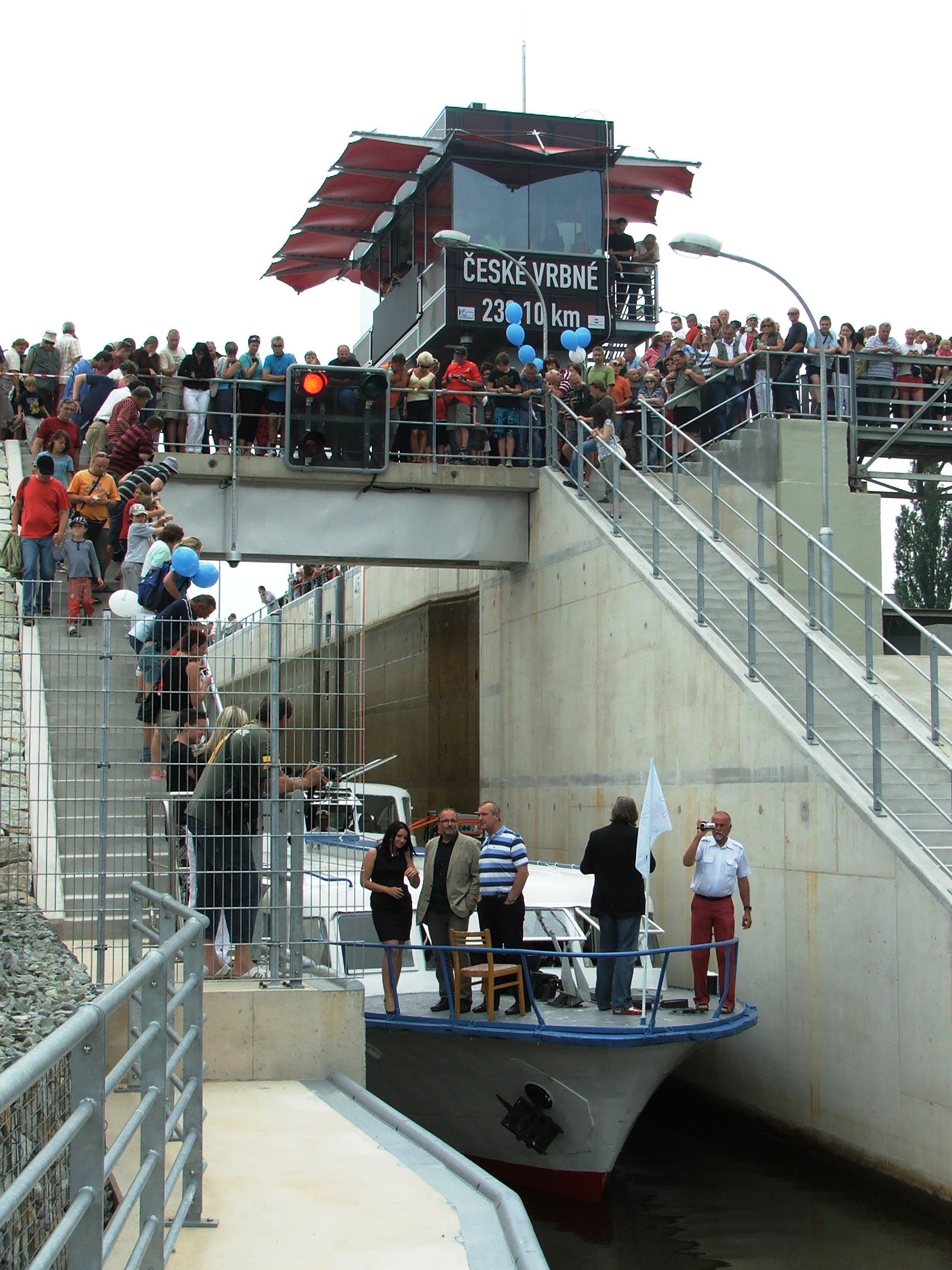
Slavnostní otevření plavební komory České Vrbné , pohled z dolní rejdy